# Parafia św. Jadwigi Śląskiej w Bierdzanach
Parafia św. Jadwigi Śląskiej – rzymskokatolicka parafia położona przy ulicy Stawowej 2 w Bierdzanach. Parafia należy do dekanatu Zagwiździe w diecezji opolskiej.

## Historia parafii
Pierwsza informacja o Bierdzanach pochodzi z 1279 roku, natomiast o kościele z 1410 roku oraz w rejestrze świętopietrza z 1447 roku w archiprezbiteracie oleskim. Ponownie parafia została utworzona 23 stycznia 1896 roku.
Proboszczem parafii jest ksiądz Gerard Wilk.

## Zasięg parafii
Na terenie parafii zamieszkuje 790 osób, zasięgiem duszpasterskim obejmuje ona:
- Bierdzany

### Szkoły i przedszkola
- Publiczna Szkoła Podstawowa w Bierdzanach
- Publiczna Szkoła Podstawowa w Bierdzanach[2]

## Duszpasterze

### Proboszczowie po 1945 roku
- ks. Wilhelm Pieschek
- ks. Marian Żagań
- ks. Bohdan Deja
- ks. Gerard Wilk[2]